# Miss Internacional 2011
Miss Internacional 2011 fue la 51.ª edición del concurso de belleza Miss Internacional, que se llevó a cabo el 6 de noviembre de 2011 en la ciudad de Chengdu (China). Al final del evento Elizabeth Mosquera, Miss Internacional 2010 de Venezuela, coronó a Fernanda Cornejo de Ecuador como su sucesora.
Es la segunda vez que este certamen de belleza se celebra en territorio chino, el año pasado el reinado fue realizado en la ciudad de Chengdu y 70 candidatas se disputaron la corona que tenía la venezolana Elizabeth Mosquera, anterior Miss Internacional

## Resultados

### Posiciones
| Posiciones              | Concursante |
| ----------------------- | --- |
| Miss Internacional 2011 | - Ecuador - Fernanda Cornejo |
| Primera Finalista       | - Venezuela - Jessica Barboza |
| Segunda Finalista       | - Mongolia - Tugsuu Idersaikhan |
| Tercera Finalista       | - Puerto Rico - Desiree Del Río De Jesús |
| Cuarta Finalista        | - Panamá - Keity Drennan |
| Semifinalistas (Top 15) | - Brasil - Gabriella Marcelino - Letonia - Lelde Paulsone - Líbano - Maria Farah - Países Bajos - Talitha Hertsenberg - Filipinas - Dianne Necio - Rusia - Elena Chepilchenko - Suecia - Denice Andree - Tailandia - Kantapat Peerdachainarin - Trinidad y Tobago - Renee Bhagwandeen - Vietnam - Trương Tri Trúc Diễm |

## Relevancia histórica del Miss Internacional 2011
- Ecuador gana el título de Miss Internacional por primera vez.
- Venezuela obtiene el puesto de Primera Finalista por quinta vez. La última vez fue en 2001.
- Mongolia obtiene el puesto de Segunda Finalista por primera vez y alcanza su posición más alta hasta la fecha.
- Puerto Rico obtiene el puesto de Tercera Finalista por primera vez.
- Panamá obtiene el puesto de Cuarta Finalista por primera vez.
- Filipinas, Puerto Rico, Tailandia y Venezuela repiten clasificación a semifinales.
- Venezuela clasifica por séptimo año consecutivo.
- Filipinas clasifica por cuarto año consecutivo.
- Puerto Rico y Tailandia clasifican por segundo año consecutivo.
- Brasil y Panamá clasificaron por última en 2009.
- Ecuador y Líbano clasificaron por última vez en 2008.
- Rusia clasificó por última vez en 2007.
- Letonia y Mongolia clasificaron por última vez en 2004.
- Suecia clasificó por última vez en 2000.
- Vietnam clasificó por última vez en 1995.
- Países Bajos clasificó por última vez en 1994.
- Trinidad y Tobago clasifica por primera vez en la historia del concurso y obtiene su posición más alta hasta la fecha.
- España rompe una racha de clasificaciones que mantenía desde 2006.
- Japón rompe una racha de clasificaciones que mantenía desde 1993.
- De América entraron seis representantes a la ronda de cuartos de final, transformándose este en el continente con más semifinalistas; no obstante, solo Ecuador, Panamá, Puerto Rico y Venezuela llegaron a la final.
- Ninguna nación de África u Oceanía pasó a la ronda semifinal.

### Reconocimientos Especiales
| Premio               | Delegada                                         |
| -------------------- | ------------------------------------------------ |
| Miss Amistad         | Hawái - Shanna Nakamura · México - Karen Higuera |
| Miss Fotogénica      | Venezuela - Jessica Barboza                      |
| Miss Talento         | China - Baixue Yuting                            |
| Mejor Traje Nacional | Tailandia - Kantapat Peerdachainarin             |
| Miss Internet        | Filipinas - Dianne Necio                         |
| Miss Panda Angel     | Letonia - Lelde Paulsone                         |
| Miss Activa          | Puerto Rico - Desiree Del Rio                    |
| Miss Expresiva       | Zimbabue - Lisa Morgan                           |
| Miss Elegancia       | Rusia - Elena Chepilchenko                       |
| Mejor Figura         | Ecuador - María Fernanda Cornejo                 |
| Miss Stature         | Ecuador - María Fernanda Cornejo                 |

### Delegadas
67 candidatas representarán a sus naciones en este certamen de belleza.
| Nación               | Delegada                       | Edad | Estatura        | Residencia             |
| -------------------- | ------------------------------ | ---- | --------------- | ---------------------- |
| Argentina            | Camila Valdés                  | 24   | 1,72 m (5′ 8″)  | Salta                  |
| Aruba                | Vivian Chow                    | 19   | 1,73 m (5′ 8″)  | Oranjestad             |
| Australia            | Brooke Nash                    | 20   | 1,72 m (5′ 8″)  | Mackay                 |
| Bahamas              | Lakindes Brown                 | 23   | 1,71 m (5′ 7″)  | Nasáu                  |
| Bielorrusia          | Ulyana Volokhovskaya           | 18   | 1,82 m (6′ 0″)  | Minsk                  |
| Bélgica              | Kristina De Munter             | 23   | 1,73 m (5′ 8″)  | Bruselas               |
| Belice               | Annlyn Apolonio                | 21   | 1,72 m (5′ 8″)  | Ciudad de Belice       |
| Bolivia              | Daniela Núñez del Prado        | 19   | 1,75 m (5′ 9″)  | Santa Cruz             |
| Bosnia y Herzegovina | Semira Hadzimehmedagic         | 20   | 1,80 m (5′ 11″) | Sarajevo               |
| Brasil               | Gabriella Marcelino            | 21   | 1,83 m (6′ 0″)  | Simões Filho           |
| Camerún              | Antoinette Mbezele             | 25   | 1,79 m (5′ 10″) | Yaundé                 |
| Canadá               | Elishia Sahota                 | 24   | 1,75 m (5′ 9″)  | North Delta            |
| China                | Baixue Yuting                  | 19   | 1,72 m (5′ 8″)  | Zhengzhou              |
| China Taipéi         | Ying Kuei Li                   | 20   | 1,77 m (5′ 10″) | Taipéi                 |
| Colombia             | Natalia Valenzuela             | 22   | 1,78 m (5′ 10″) | Neiva                  |
| Costa Rica           | Amalia Matamoros               | 22   | 1,75 m (5′ 9″)  | Naranjo                |
| Cuba                 | Elizabeth Robaina              | 23   | 1,63 m (5′ 4″)  | McAllen                |
| Dinamarca            | Monica Vestergaard Kristensen  | 20   | 1,77 m (5′ 10″) | Vejen                  |
| Ecuador              | María Fernanda Cornejo         | 22   | 1,78 m (5′ 10″) | Quito                  |
| El Salvador          | Marcela Santamaría             | 19   | 1,74 m (5′ 9″)  | San Salvador           |
| Eslovaquia           | Dušana Lukáčová                | 19   | 1,70 m (5′ 7″)  | Veľký Šariš            |
| España               | Sarah López Bujia              | 23   | 1,80 m (5′ 11″) | Santiago de Compostela |
| Estados Unidos       | Caroline Malls                 | 22   | 1,81 m (5′ 11″) | Chicago                |
| Guinea Ecuatorial    | Mariana Obono                  | 18   | 1,77 m (5′ 10″) | Malabo                 |
| Estonia              | Sandra Daškova                 | 19   | 1,75 m (5′ 9″)  | Tallin                 |
| Finlandia            | Niina Lavonen                  | 22   | 1,75 m (5′ 9″)  | Pori                   |
| Francia              | Laura Maurey                   | 21   | 1,75 m (5′ 9″)  | París                  |
| Georgia              | Ellen Sikorskaia               | 19   | 1,77 m (5′ 10″) | Tiflis                 |
| Alemania             | Sandra Karcymarcyk             | 24   | 1,75 m (5′ 9″)  | Berlín                 |
| Francia Guadalupe    | Daena Hatilip                  | 22   | 1,73 m (5′ 8″)  | Saint-Claude           |
| Guam                 | Katarina Martinez              | 20   | 1,78 m (5′ 10″) | Barrigada Heights      |
| Guatemala            | Karen Remon                    | 20   | 1,78 m (5′ 10″) | Santa Rosa             |
| Hawái                | Shanna Nakamura                | 22   | 1,70 m (5′ 7″)  | Honolulu               |
| Honduras             | Stephany Pineda                | 18   | 1,74 m (5′ 9″)  | Tela                   |
| Hong Kong            | Whitney Hui                    | 22   | 1,64 m (5′ 5″)  | Fujian                 |
| Hungría              | Nora Viragh                    | 20   | 1,68 m (5′ 6″)  | Mátészalka             |
| India                | Ankita Shorey                  | 24   | 1,73 m (5′ 8″)  | Bombay                 |
| Indonesia            | Reisa Kartikasari              | 24   | 1,80 m (5′ 11″) | Yogyakarta             |
| Italia               | Anthea Lucà                    | 19   | 1,80 m (5′ 11″) | Bazzano                |
| Jamaica              | Chantel Davis                  | 23   | 1,75 m (5′ 9″)  | Kingston               |
| Japón                | Nagomi Murayama                | 22   | 1,68 m (5′ 6″)  | Kanagawa               |
| Kenia                | Nuru Khaltq                    | 22   | 1,75 m (5′ 9″)  | Nairobi                |
| Corea del Sur        | Kim Hye-Sun                    | 25   | 1,76 m (5′ 9″)  | Seúl                   |
| Kirguistán           | Asel Samakova                  | 23   | 1,73 m (5′ 8″)  | Biskek                 |
| Letonia              | Lelde Paulsone                 | 22   | 1,74 m (5′ 9″)  | Riga                   |
| Líbano               | Maria Farah                    | 21   | 1,77 m (5′ 10″) | Windsor                |
| Lituania             | Ernesta Kalinauskaite          | 22   | 1,78 m (5′ 10″) | Vilna                  |
| Macao                | Winnie Sin                     | 24   | 1,68 m (5′ 6″)  | Macao                  |
| Malasia              | Celine Phong                   | 21   | 1,70 m (5′ 7″)  | Perak                  |
| Martinica            | Sandrine Blaise                | 17   | 1,77 m (5′ 10″) | Fort de France         |
| México               | Karen Higuera                  | 20   | 1,82 m (6′ 0″)  | La Paz                 |
| Mónaco               | Tugsuu Idersaikhan             | 18   | 1,80 m (5′ 11″) | Ulán Bator             |
| Nepal                | Sarina Maskey                  | 24   | 1,72 m (5′ 8″)  | Narayangad             |
| Nueva Zelanda        | Claire Kirby                   | 23   | 1,73 m (5′ 8″)  | Palmerston North       |
| Nigeria              | Adetola Morenike Adeoye        | 23   | 1,73 m (5′ 8″)  | Abuya                  |
| Panamá               | Keity Drennan Mendieta Britton | 20   | 1,77 m (5′ 10″) | Panama City            |
| Paraguay             | Stephania Stegman              | 18   | 1,77 m (5′ 10″) | Asunción               |
| Perú                 | María Alejandra Chávez         | 18   | 1,75 m (5′ 9″)  | Lima                   |
| Filipinas            | Dianne Necio                   | 19   | 1,68 m (5′ 6″)  | Polangui               |
| Polonia              | Adrianna Wojciechowska         | 25   | 1,79 m (5′ 10″) | Gostynin               |
| Portugal             | Patrícia Da Silva              | 21   | 1,77 m (5′ 10″) | Zúrich                 |
| Puerto Rico          | Desireé Del Río                | 25   | 1,75 m (5′ 9″)  | Bayamón                |
| República Checa      | Lucie Klukavá                  | 18   | 1,79 m (5′ 10″) | Ostrava                |
| República Dominicana | Catherine Ramírez              | 26   | 1,77 m (5′ 10″) | Espaillat              |
| Rumania              | Andrada Vilciu                 | 25   | 1,75 m (5′ 9″)  | Bucarest               |
| Rusia                | Elena Chepilchenko             | 20   | 1,75 m (5′ 9″)  | St. Petersburgo        |
| Serbia               | Branislava Mandic              | 20   | 1,77 m (5′ 10″) | Belgrado               |
| Singapur             | Stella Kae Sze Yun             | 22   | 1,70 m (5′ 7″)  | Singapur               |
| Sudáfrica            | Natasha Kashimoto              | 20   | 1,75 m (5′ 9″)  | Benoni                 |
| Sri Lanka            | Hirunika Premachandra          | 23   | 1,73 m (5′ 8″)  | Colombo                |
| Suecia               | Denice Andreé                  | 23   | 1,78 m (5′ 10″) | Estocolmo              |
| Polinesia Francesa   | Hitiana Monnier                | 21   | 1,76 m (5′ 9″)  | Papeete                |
| Tanzania             | Nelly Kamwelu                  | 19   | 1,72 m (5′ 8″)  | Dar Es Salaam          |
| Tailandia            | Kantapat Peeradachainarin      | 25   | 1,75 m (5′ 9″)  | Ratchaburi             |
| Trinidad y Tobago    | Renee Bhagwandeen              | 22   | 1,76 m (5′ 9″)  | San Fernando           |
| Turquía              | Elif Korkmaz                   | 21   | 1,79 m (5′ 10″) | Esmirna                |
| Ucrania              | Oleksandra Kyrsha              | 21   | 1,78 m (5′ 10″) | Kiev                   |
| Venezuela            | Jessica Barboza                | 24   | 1,79 m (5′ 10″) | Maracaibo              |
| Vietnam              | Trương Tri Trúc Diễm           | 24   | 1,74 m (5′ 9″)  | Hồ Chí Minh City       |
| Zimbabue             | Lisa Morgan                    | 19   | 1,75 m (5′ 9″)  | Harare                 |

## Retiros
- Lizeth Carolina González de Colombia, en su reemplazo Natalia Valenzuela, su edad no le permitía estar en el concurso sin embargo concurso en Top Model of the World 2011 quedando en el Top 15

## Países participantes

### Países que vuelven a la Competencia

#### Países que compitieron en2009
- Argentina
- Cuba
- El Salvador
- Honduras
- Rumania
- Tanzania

#### Países que compitieron en2004
- Hungría

#### Países que compitieron en2000
- Portugal

#### Países que compitieron en1971
- Trinidad y Tobago

### Debuts
- Belice
- Estonia
- Haití
- Islas Vírgenes
- Zimbabue

## Crossovers
| Miss Tierra 2007 Nueva Zelanda: Claire Kirby Miss Tierra 2009 Venezuela: Jessica Barboza (Segunda Finalista/Miss Tierra Agua 2009) Miss Mundo 2010 Reino Unido: Nicola Mimnagh (Top 25)' Reina Hispanoamericana 2010 El SalvadorMarcela Santamaría · 2010 HondurasAdriana Gabriela García 2012 ParaguayStephania Vásquez Stegman (Segunda Finalista) | Miss Universe Puerto Rico 2011 Puerto Rico: Desirée Del Río De Jesús (Tercera Finalista)' Miss Universo 2011 Tanzania - Nelly Kamwellu Miss África del Sur Tanzania - Nelly Kamwellu Miss América Latina Brasil - Vanessa Marcelino Miss Supranacional 2015 Paraguay:Stephania Vásquez Stegman (Ganadora) Miss Universo 2016 Panamá - Keity Dreinnan (Top 13) |

## Galería

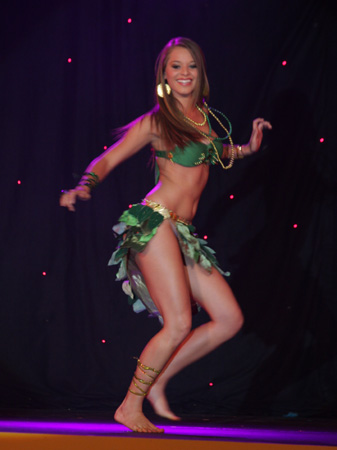
Amalia Matamoros «Miss Costa Rica»